# International Society for Philosophical Enquiry

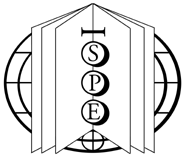
Symbol International Society for Philosophical Enquiry

International Society for Philosophical Enquiry (ISPE) jest międzynarodowym stowarzyszeniem członków o wysokim  ilorazie inteligencji, oraz z uznanym dorobkiem, w tym w nauce czy filozofii, założonym w 1974 roku. ISPE zajmuje się zaawansowanym zagadnieniom i oryginalnym badaniom, zaś jego członkowie dążą do rozwoju kultury oraz cywilizacji.

## Tło
ISPE zostało założone przez Christophera Hardinga, eksperta od psychometrii, ze stanu Queensland w Australii. Wydanie Księgi Rekordów Guinnessa z 1966 roku uznało go za „Najmądrzejszego człowieka na świecie”. Stowarzyszenie działa na podstawie statusu („Karty”) a jego mottem jest łac. verum quaere („szukać prawdy”) i jest demokratycznie zarządzane przez członków pełnoprawnych i znajdujących się na wyższych poziomach.
ISPE jako organizacja nie posiada żadnych oficjalnych poglądów politycznych lub przynależności, a dąży do wykorzystania intelektu dla dobra społeczeństwa i zapewnia forum rozwoju intelektualnego swoich członków.
Kwartalnikiem Stowarzyszenia jest Telicom, od „telic" – w kierunku, celu oraz „com” –  komunikacja, które publikuje oryginalne dzieła sztuki, poezji i artykuły, zaś mile widziane są kontrowersje mogące wywołać ożywioną dyskusję.

## Członkostwo
Członkostwo ograniczone jest do osób zaliczanych do górnych 0,1% (99.9 percentyla) populacji o zdolnościach poznawczych mierzonych testami IQ lub z odpowiednimi uzdolnieniami. ISPE jest znane nieoficjalnie jako "Tysiąc", ponieważ kwalifikuje się do niego jedna osoba na tysiąc (3,09 odchylenia standardowego powyżej średniej z rozkładu normalnego: wynik 149 dla testów IQ o odchyleniu standardowym 16  (skala inteligencji Stanford-Bineta) lub 146 w badaniach o odchyleniu standardowym 15 (skala inteligencji Wechslera) dla dorosłych.

## Historia
Księga Rekordów Guinnessa z 1981 roku stwierdziła, że ISPE miało "239 Członków, z których wszyscy mają średnie IQ 160, żaden poniżej 148 i trochę powyżej 196". (strona 35). W kwietniu 2006 roku członkostwo wzrosło do 583 członków w 29 krajach: Australia, Belgia, Kanada, Chiny (Hongkong), Dania, Finlandia, Francja, Niemcy, Węgry, Indie, Irlandia, Izrael, Włochy, Japonia Korea Południowa, Meksyk, Holandia, Norwegia, Rosja, Serbia, Singapur, Słowacja, Południowa Afryka, Hiszpania, Szwecja, Szwajcaria, Wielka Brytania, i Stany Zjednoczone, skąd pochodziła większość (81,65%) członków
Do ISPE należeli również Polacy.

## Poziomy
Program awansów zachęca członków do wykorzystywania ich zdolności dla dobra ludzkości. Istnieje siedem poziomów członkostwa:
- Członek stowarzyszony (61,0%)
- Członek pełnoprawny (17,2%)
- Współpracownik (9,1%)
- Straszy Współpracownik (2,5%)
- Starszy Współpracownik Naukowy (5,2%)
- Dyplomata (5,0%)
- Specjalny poziom "Filozofa" (0,5%).

Nowi członkowie dołączają na poziomie stowarzyszonym i zdobywają prawa głosu dzięki awansowi do członka pełnoprawnego. Pierwsze sześć poziomów może zostać osiągniętych poprzez wykazanie się różnymi osiągnięciami, które realizują w praktyce cele Stowarzyszenia. Poziom Dyplomaty wymaga zgody większości głosujących członków, gdy kandydat jest nominowany do takiego awansu. Filozof, najwyższy poziom, jest rzadki i może być osiągnięty tylko przez mianowanie.
Dodatkowo, Mentorzy (0,9%) i członkowie honorowi są wybitnymi ludźmi spoza Stowarzyszenia, na przykład Paul R. Ehrlich, który został nim w 1991 roku, czy Sandrine Erdely-Sayo.

## Cele ISPE
Karta ISPE wyszczególnia dziewięć celów Stowarzyszenia:
- Zachęcić do korespondencji pomiędzy członkami o podobnych zainteresowaniach i poziomach umiejętności intelektualnych, w celu wymiany myśli, pomysłów i odkryć. Karmić wrodzoną ciekawość naszych członków odnośnie do przemyślanych zapytań i odpowiedzi, podczas poszerzania swoich horyzontów wiedzy i mądrości.
- Zachęcić członków do wykorzystania osobistych osiągnięć w zakresie świadczenia usług dla społeczeństwa i ogólnego wkładu w ludzkość.
- Zapewnić kanał dla indywidualnej inicjatywy i oferowania Członkom szansy na awans w Stowarzyszeniu, stania się urzędnikiem oraz służeniu w wykonawczych lub przywódczych postach, w których Członkowie mogą ofiarować korzyści Stowarzyszeniu oraz wzbogać swoje doświadczenia.
- Zaoferować Członkom na odpowiedzialnych stanowiskach poza Stowarzyszeniem okazję do pomocy innym Członkom w rozwijaniu potencjału tych ostatnich.
- Nadal rozwijać Członkostwo Stowarzyszenia poprzez zachęcanie dotychczasowych Członków do poszukiwań i proponowania wykwalifikowanych osób do testowania zakresu ich potencjalnych zdolności w celu przystąpienia do Stowarzyszenia, rozszerzając tym samym pule odpowiednich ludzi, a następnie umożliwić poszerzenie horyzontów takim osobom.
- Zgromadzić naturalny zasób talentów i zdolności, i pomóc Członkom osiągnąć sukces i uznanie.
- Zapewnić usługi doradcze dla Członków, którzy mogą poszukiwać tego we własnej edukacji, obecnym zajęciu, czy pracy. Udostępnić wskazówki i porady bardziej doświadczonych Członków.
- Połączyć razem wszystkich Członków i umocnić ich relacje poprzez miesięcznik, Telicom który informuje o działaniach Stowarzyszenia, i z którego mogą oni korzystać przez dzielenie się doświadczeniami. Materiały oraz biograficzne lub autobiograficzne szkice Członków, którzy zdobyli awans wewnątrz Stowarzyszenia, lub którzy osiągnęli pewien wybitny wkład wewnątrz lub na zewnątrz Stowarzyszenia, powinien być odnaleziony i opublikowany dla budowania oraz stymulowania pomysłów wśród innych Członków.
- Rozszerzyć potencjał Członków poprzez zdrowie i długowieczność.